# Distremocephalus californicus
Distremocephalus californicus là một loài bọ cánh cứng trong họ Phengodidae. Loài này được Van Dyke miêu tả khoa học năm 1918.